# Andile Jali
Andile Ernest Jali (ur. 10 kwietnia 1990 w Matatiele) – południowoafrykański piłkarz grający na pozycji defensywnego pomocnika. Od 2018 jest zawodnikiem klubu Mamelodi Sundowns.

## Kariera klubowa
Swoją karierę piłkarską Jali rozpoczął w klubie Hot Spurs. Następnie trenował w zespole Matat Professionals. W 2007 roku został zawodnikiem University of Pretoria FC, w którym zadebiutował w drugiej lidze RPA. Grał w nim do końca sezonu 2008/2009.
W 2009 roku Jali przeszedł do Orlando Pirates z Johannesburga. Zadebiutował w nim 9 sierpnia 2009 w wygranym 1:0 wyjazdowym meczu z Ajaksem Kapsztad. W Orlando Pirates grał do końca 2013 roku. Wraz z tym klubem dwukrotnie wywalczył mistrzostwo RPA w sezonach 2010/2011 i 2011/2012. Zdobył też Nedbank Cup w 2011 roku, MTN 8 w 2010 i 2011 oraz wystąpił w finałach Ligi Mistrzów z Al-Ahly Kair (1:1, 0:2).
W styczniu 2014 roku Jali podpisał kontrakt z belgijskim KV Oostende. Swój debiut w Eerste klasse zanotował 8 lutego 2014 w zremisowanym 0:0 domowym meczu z KAA Gent. W Oostende grał do 2018 i wtedy też odszedł do Mamelodi Sundowns. W nim zadebiutował 19 sierpnia 2018 w wygranym 1:0 wyjazdowym meczu z Golden Arrows. W 2019, 2020 i 2021 wywalczył mistrzostwo Południowej Afryki, a w 2020 dodatkowo zdobył puchar tego kraju.
| Sezon   | Klub                      | Kraj              | Rozgrywki       | Mecze | Bramki |
| ------- | ------------------------- | ----------------- | --------------- | ----- | ------ |
| 2007/08 | University of Pretoria FC | Południowa Afryka | Mvela League    | 12    | 1      |
| 2008/09 | University of Pretoria FC | Południowa Afryka | Mvela League    | 17    | 0      |
| 2009/10 | Orlando Pirates           | Południowa Afryka | PSL             | 24    | 1      |
| 2010/11 | Orlando Pirates           | Południowa Afryka | PSL             | 25    | 1      |
| 2011/12 | Orlando Pirates           | Południowa Afryka | PSL             | 21    | 1      |
| 2012/13 | Orlando Pirates           | Południowa Afryka | PSL             | 18    | 4      |
| 2013/14 | Orlando Pirates           | Południowa Afryka | PSL             | 10    | 1      |
| 2013/14 | KV Oostende               | Belgia            | Eerste klasse A | 9     | 0      |
| 2014/15 | KV Oostende               | Belgia            | Eerste klasse A | 30    | 0      |
| 2015/16 | KV Oostende               | Belgia            | Eerste klasse A | 35    | 1      |
| 2016/17 | KV Oostende               | Belgia            | Eerste klasse A | 14    | 0      |
| 2017/18 | KV Oostende               | Belgia            | Eerste klasse A | 24    | 0      |
| 2018/19 | Mamelodi Sundowns         | Południowa Afryka | PSL             | 11    | 0      |
| 2019/20 | Mamelodi Sundowns         | Południowa Afryka | PSL             | 21    | 1      |
| 2020/21 | Mamelodi Sundowns         | Południowa Afryka | PSL             | 21    | 0      |

## Kariera reprezentacyjna
W 2009 roku Jali wystąpił wraz z reprezentacją Republiki Południowej Afryki U-20 na mistrzostwach świata U-20.
W dorosłej reprezentacji Republiki Południowej Afryki Jali zadebiutował 27 stycznia 2010 roku w wygranym 3:0 towarzyskim meczu z Zimbabwe, rozegranym w Durbanie.